# Берізка кантабрійська
Берізка кантабрійська, березка кантабрійська (Convolvulus cantabrica) — вид рослин з родини берізкових (Convolvulaceae); зростає у середземноморсько-чорноморському регіоні, Ірані й Афганістані.

## Опис
Багаторічна рослина 20–40 см. Листки зелені, як і стебла, волохато-волосисті, нижні стеблові листки обернено-видовжені, загострені, біля основи звужені в черешок; верхні листки сидячі, ланцетні або лінійно-ланцетні. Квітки по 1–4 на довгих квітконіжках. Віночок рожевий, опушений, в 2–3 рази довший від чашечки.

## Поширення
Поширений у південній Європі, Північній Африці, західній Азії.
В Україні вид зростає на схилах — у Закарпатті (Ужгородський р-н, с. Горяни, на вулканічних породах), Степу, на південному заході в районі Одеси, рідко; в Криму, зазвичай.